# Commissione d'indagine per la tutela e la valorizzazione del patrimonio storico, archeologico, artistico e del paesaggio
La Commissione d'indagine per la tutela e la valorizzazione del patrimonio storico, archeologico, artistico e del paesaggio, presieduta dall'onorevole Francesco Franceschini, fu istituita a seguito della legge n. 310 del 26 aprile 1964, su proposta del Ministero della Pubblica Istruzione. Operò fino al 1967.
Essa operò un'attenta indagine riguardo al censimento e alla stato dei beni culturali in Italia. Il prodotto di questo lavoro fu l'emanazione di 84 Dichiarazioni, la prima delle quali contiene la nozione di "bene culturale": “tutto ciò che costituisce testimonianza materiale avente valore di civiltà”.
Le dichiarazioni contenevano una ferma e chiara denuncia relativamente al degrado, allo stato di abbandono e alla scarsa valorizzazione del patrimonio culturale italiano.

## Storia
La Commissione d'indagine per la tutela e la valorizzazione del patrimonio storico, archeologico, artistico e del paesaggio si insediò nell'aprile del 1964 sotto la presidenza dell'onorevole democristiano Francesco Franceschini. Il compito della Commissione non consisteva nel preparare un semplice disegno di legge su aspetti specifici, bensì nel formulare proposte per una riforma strutturale in materia di beni culturali, a partire dalla definizione giuridica stessa del concetto di "bene naturale". Era stato il governo Moro e, nello specifico, il ministro dell'Istruzione Luigi Gui, nel novembre del 1963 a presentare il disegno di legge volto alla costituzione della Commissione, poi approvato nell'aprile 1964.
La senatrice Tullia Romagnoli Carettoni, studiosa di archeologia e figura di spicco della futura Commissione, al momento del dibattito sull'istituzione del nuovo organismo fece sentire in Aula il proprio punto di vista con parole determinate e competenti, alle quali lo stesso ministro Gui nella sua replica fece più volte riferimento. La senatrice fu la prima a prendere la parola dopo l'apertura della discussione generale alla Camera Alta, sottolineando per prima cosa l'impegno del suo partito, il PSI, sia dentro sia fuori il Parlamento, a favore della costituzione della Commissione, Ricordava, anzi, l'impegno profuso dai socialisti sin dal 1953, quando avevano stigmatizzato alla Camera il processo in atto di depauperamento del patrimonio nazionale e chiesto provvedimenti di legge per arrestarlo. E pertanto ora era fondamentale, affermava Romagnoli, che la proposta di istituire una commissione d'indagine, avanzata dal collega socialista Vittorio Marangone e prontamente accolta dal ministro, non venisse intesa come un punto di arrivo, ma come un punto di partenza.
Rispetto alle perplessità emerse in alcuni ambienti politici attorno all'opportunità di istituire la commissione e ai timori che la sua esistenza potesse costituire un alibi per rinviare il problema, Romagnoli affermava con franchezza che l'esito dipendeva dalla reale volontà politica, innanzi tutto da parte del governo, a promuovere lo sviluppo di una nuova politica dei beni culturali, come parte di una rinascita economica e al tempo stesso sociale e culturale del Paese.
Naturalmente la costituzione della commissione non doveva arrestare specifici interventi, specie laddove questi erano particolarmente urgenti: piuttosto alla costituzione della commissione doveva corrispondere la nascita di un nuovo approccio al tema della valorizzazione e protezione del  patrimonio artistico, da considerare non tanto e solo una fonte di spesa, ma piuttosto un bene essenziale
Si trattava di potenziare e rendere disponibile uno strumento di progresso culturale «che deve procedere di pari passo con lo sviluppo economico». Come si comprende la tutela del patrimonio artistico, secondo la visione della senatrice, era strettamente connessa con lo sviluppo della democrazia.
Della Commissione facevano parte urbanisti come Giovanni Astengo, giuristi come Feliciano Benvenuti e Massimo Severo Giannini e numerosi parlamentari, da Roberto Lucifredi a Carlo Levi sino allo stesso Franceschini. La Commissione contava complessivamente 16 membri, di cui 7 democristiani, tre comunisti, due socialisti, un liberale, un rappresentante, Carlo Levi, del Gruppo misto, un socialdemocratico e un missino.
Un disegno di legge del 1965, di cui fu primo firmatario il senatore Luigi Russo, propose di dilatare tempi di presentazione della relazione finale da parte della Commissione. Nel corso dei lavori era infatti emersa la necessità di formulare proposte concrete nel campo della tutela, in quello delle strutture, del personale e dei mezzi finanziari e i nove mesi di tempo stabiliti dalla legge istitutiva erano troppo limitati per chiudere un'analisi tanto estesa. Non era stato sufficiente, infatti, puntare a migliorare la legislazione esistente in materia e ad aumentare il personale. AI contrario si era puntato a una revisione complessiva dei fondamenti sui quali si basava la tutela del patrimonio nazionale, anche dal punto di vista concettuale, abbandonando progressivamente l'idea di tutela dei beni a favore del principio di sviluppo. La Commissione aveva compiuto un'analisi critica delle strutture amministrative, del personale, delle forme di reclutamento e delle carriere. Aveva studiato i rapporti fra i diversi organi ed enti di sorveglianza e le possibili forme di collaborazione tra di essi. Aveva inoltre riservato una specifica analisi ai procedimenti amministrativi, prendendo in esame l'intero corpus legislativo: leggi ordinarie e speciali, leggi regionali, espropri, indennizzi, ecc. Altre questioni rimanevano in sospeso, come ad esempio il tema degli indennizzi e la riforma della contabilità. Sebbene la fase di indagine potesse considerarsi conclusa, si apriva ora quella più delicata delle proposte, che coinvolgeva associazioni e gruppi di esperti. La proroga di quattro mesi era necessaria, secondo i proponenti, di fronte alla complessità delle questioni esaminate e venne accettata senza problemi. La Commissione terminò i lavori nel 1967 dopo essere stata prorogata con le leggi 26 luglio 1965 n. 974 e 31 marzo 1966, n. 199. Tra le sue LVII Dichiarazioni trova spazio per la prima volta la definizione di "centro storico", la cui tutela veniva affidata sia a misure di carattere preventivo sia ad altre di intervento periodico, da attuare attraverso i piani regolatori.

## Sviluppi successivi
Nel 1968 fu affidato alla Commissione Papaldo il compito di tramutare in norme ordinarie i suggerimenti della Commissione Franceschini. Seguì nel 1974 la costituzione del Ministero per i beni e le attività culturali. Il tema della salvaguardia del patrimonio monumentale e storico del Paese ritornò in primo piano nell'agenda parlamentare meno di dieci anni dopo, nel 1982, con il disegno di legge predisposto dalla Commissione Giannini e presentato dal ministro dei Beni culturali Vincenzo Scotti il 4 marzo di quell'anno. Le «norme sulla tutela e sulla riorganizzazione del Ministero» si richiamavano apertamente ai lavori delle Commissioni Franceschini e Papaldo «per l'impegno profuso e per l'autorità indiscussa dei soggetti che abbiano concorso, strumenti insostituibili di riferimento e confronto sul piano tecnico, giuridico e metodologico».
All'insuccesso dell'iniziativa del ministro Scotti si susseguirono, tra gli anni Ottanta e la fine del secolo, vari disegni e progetti di legge: la proposta Ferri, il disegno di legge del ministro Gullotti nel 1984, il disegno di legge Chiarante del 1989, il disegno di legge Pontone e Resta del 1992, il varo del nuovo Ministero nel 1998 sino al decreto legislativo dell'ottobre 1999 e alla sua sostituzione con il Codice del 2006 poi rinnovato nel 2008. All'effluvio di tale normativa vanno aggiunte le misure che via via definirono le materie di competenza statale e regionale a seguito della riforma costituzionale del 2001. Con la Commissione Franceschini prese, dunque, avvio un processo giunto a maturazione nei decenni successivi anche sotto l'impulso della nuova legislazione regionale e della costituzione a fine millennio del nuovo Ministero (art. 148 del d.lgs. 31 marzo 1998, 112). Al contrario il Codice dei beni culturali e del paesaggio del 2004 (d.lgs. 22 gennaio 2004, n. 42), che rispolverava il vecchio sistema degli elenchi dei beni culturali, sembrava discostarsi dalla linea tracciata al termine degli anni Sessanta, segnata da una forte spinta all'azione di rinnovamento delle istituzioni e della società italiana.